# Reinwardtiodendron kinabaluense
Reinwardtiodendron kinabaluense är en tvåhjärtbladig växtart som först beskrevs av André Joseph Guillaume Henri Kostermans, och fick sitt nu gällande namn av D.J. Mabberley. Reinwardtiodendron kinabaluense ingår i släktet Reinwardtiodendron och familjen Meliaceae. Inga underarter finns listade i Catalogue of Life.